# Ostrzeniewo
Ostrzeniewo – wieś w Polsce położona w województwie mazowieckim, w powiecie pułtuskim, w gminie Świercze. Ma status sołectwa.
| SIMC    | Nazwa       | Rodzaj    |
| ------- | ----------- | --------- |
| 0128591 | Jabłeczniki | część wsi |

W latach 1975–1998 miejscowość administracyjnie należała do województwa ciechanowskiego.